# Seitenwaffe

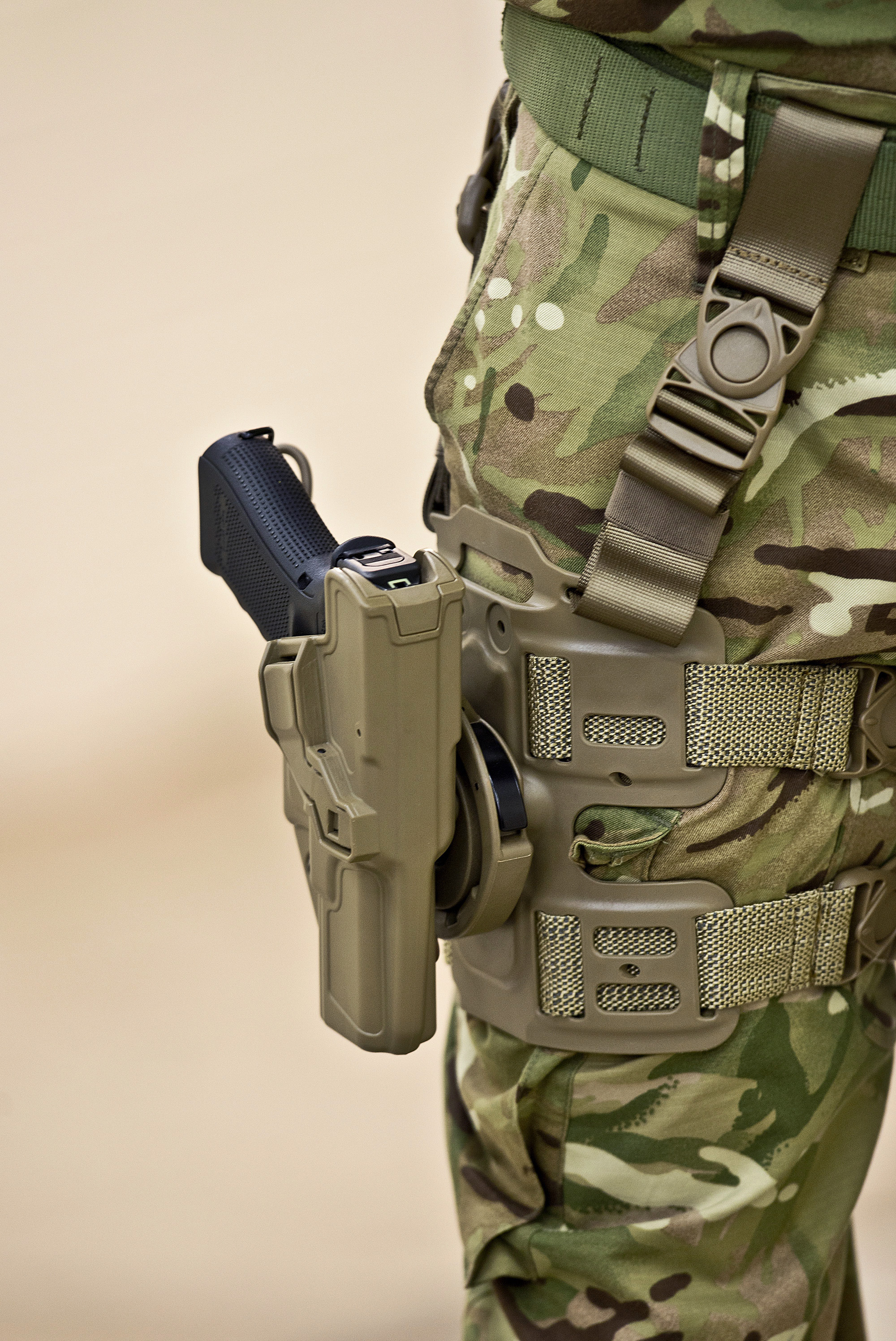
Seitenwaffe Glock 17 im Oberschenkelholster

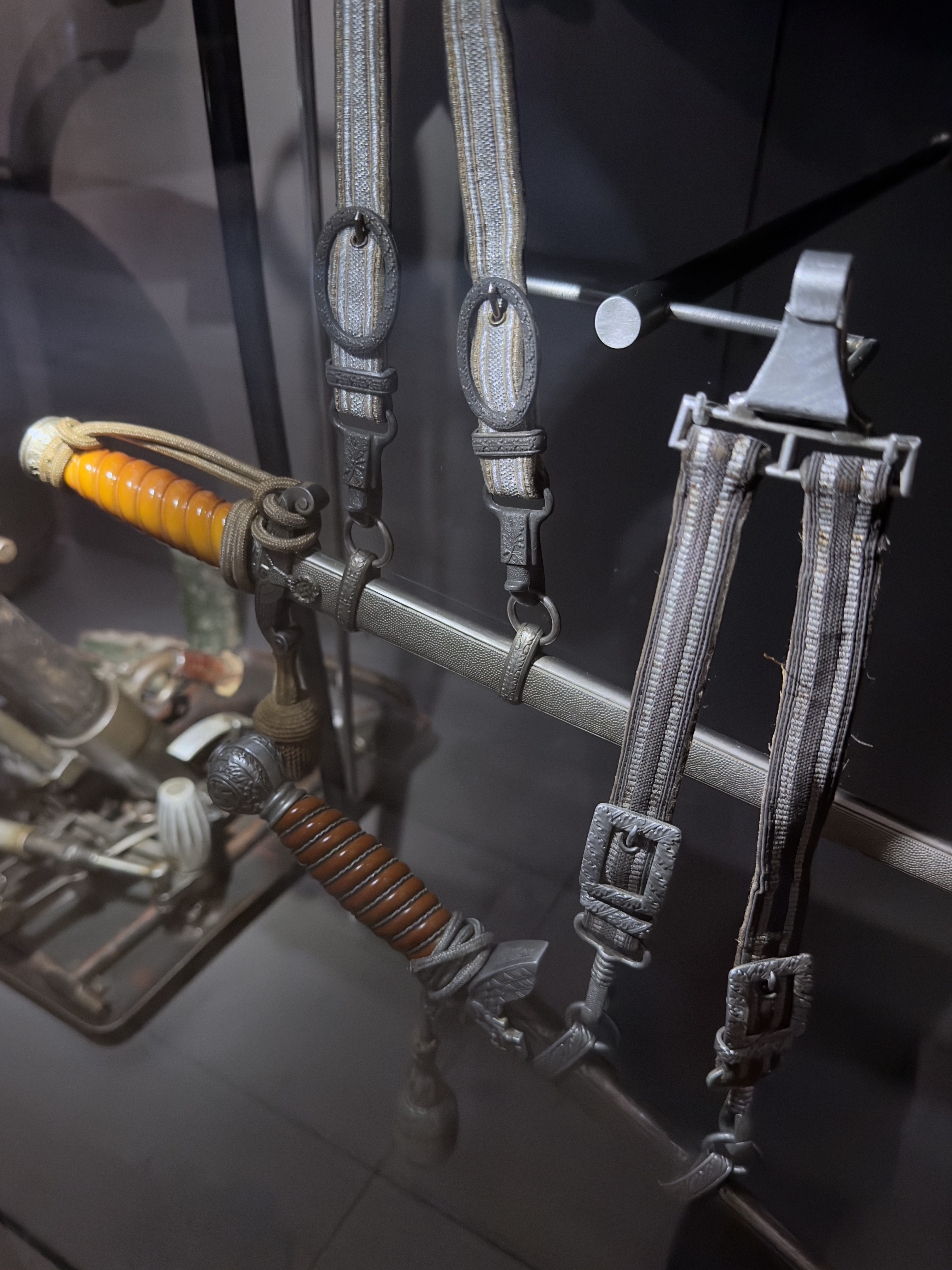
Dolche mit Seitengehänge

Als Seitenwaffe wird die Waffe bezeichnet, die ein Soldat oder Angehöriger der Polizei führt. Die Bezeichnung Seitenwaffe ist jedoch im modernen Polizeidienst der Bezeichnung Dienstwaffe gewichen.

## Geschichte (Deutschland)
Bis in das 20. Jahrhundert hinein waren Seitenwaffen vor allen Dingen Hieb- und Stichwaffen; mit der Weiterentwicklung der Schusswaffen fanden dann ebendiese Verwendung bei den waffentragenden Staatsorganen.

### Bis 1918
Die deutsche Polizei führte bis 1918 vor allem Säbel als Seitenwaffe, später wurde die Polizei mit Pistolen ausgerüstet.

### Bis 1945
Bis 1945 war in Deutschland das Führen der Seitenwaffe für verschiedene Beamte zu bestimmten Anlässen vorgeschrieben. So führten die niedrigen Dienstgrade der Berufsfeuerwehren Bajonette, die höheren Dienstgrade führten Säbel. Ebenso gab es für die höheren Post- und Bahnbeamten sowie für Beamte im diplomatischen Dienst Stichdegen. Darüber hinaus trugen Förster den Hirschfänger als Seitenwaffe.
Der im Dezember 1933 eingeführte „SS-Ehrendolch“ galt als Ehrenwaffe. Er wurde jeweils am 9. November eines jeden Jahres allen SS-Männern mit ihrer endgültigen Aufnahme in die SS verliehen und galt als offizielle SS-Seitenwaffe zur Ausgehuniform.
Die Reichswehr schrieb, wie zuvor die Preußische Armee, für das Heer das Bajonett bzw. den Säbel (Offiziere und Infanterie) und für Offiziere der Marine den Dolch als Seitenwaffe vor, welcher zur Ausgehuniform zu tragen war. Die Wehrmacht übernahm bis auf den Infanteriesäbel die Bestimmungen der Reichswehr. Offiziere mit Patent vor 1919 durften ihren Degen bzw. Säbel weiter tragen. Zusätzlich wurde der Offiziersdolch für alle Truppengattungen, für die Luftwaffe das Fliegerschwert und der Generalsdegen eingeführt. Der Diplomatische Dienst führte den Dolch. Ende 1944 wurde für Offiziere und Wehrmachtbeamte durch Verfügung des OKW die Pistole als Seitenwaffe an Stelle des Dolches oder Säbels vorgeschrieben.

### Nach 1945
In der Nationalen Volksarmee führten Offiziere die Pistole, den Dolch und den Säbel als Seitenwaffen. In der Bundeswehr führen Offiziere nur die Pistole als Seitenwaffe.

## Sekundärwaffe

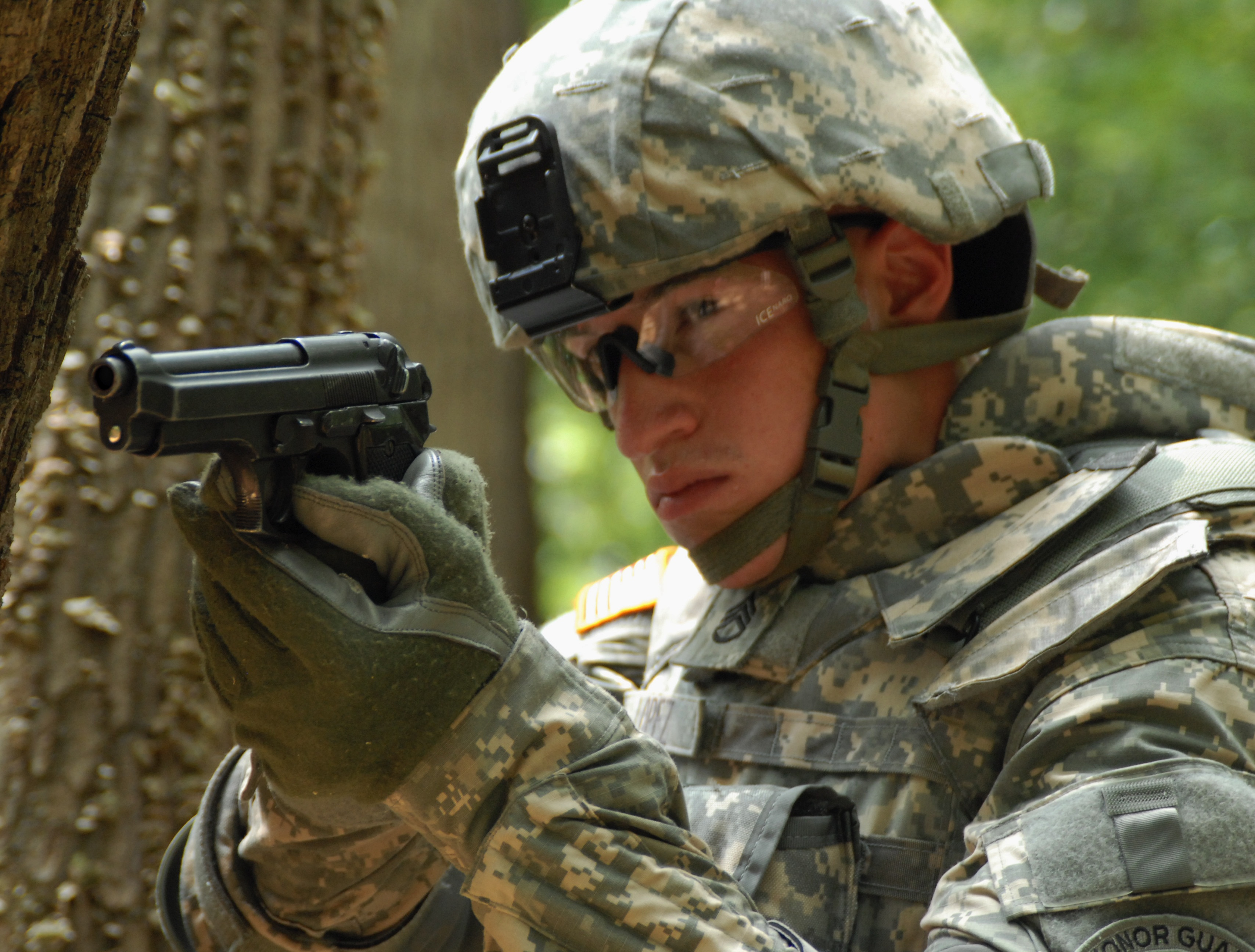
US-Soldat mit Sekundärwaffe

Als Seitenwaffe wird auch die Sekundärbewaffnung des Soldaten bezeichnet. Hauptsächlich werden hierfür Pistolen oder kleinere Maschinenpistolen in einem Holster am Körper (Hüfte oder Oberschenkel) getragen. Die Seitenwaffe dient der Selbstverteidigung des Soldaten. Kampfpiloten sind mit einer Pistole ausgerüstet, um sich ggf. nach einem Ausstieg ebenfalls selbst verteidigen zu können. Für größere Primärwaffen bietet das Cockpit keinen Platz.